# Chilton (thị trấn), Wisconsin
Chilton là một thị trấn thuộc quận Calumet, tiểu bang Wisconsin, Hoa Kỳ. Năm 2010, dân số của thị trấn này là 1.119 người.